# Battleship Squadron 1
Le Battleship Squadron One (Battleship Squadron 1) (Escadre de cuirassés 1)  est une force navale de  l'United States Navy constitué de cuirassés anciens entre 1944 et 1945 durant la guerre du Pacifique.

## Généralité

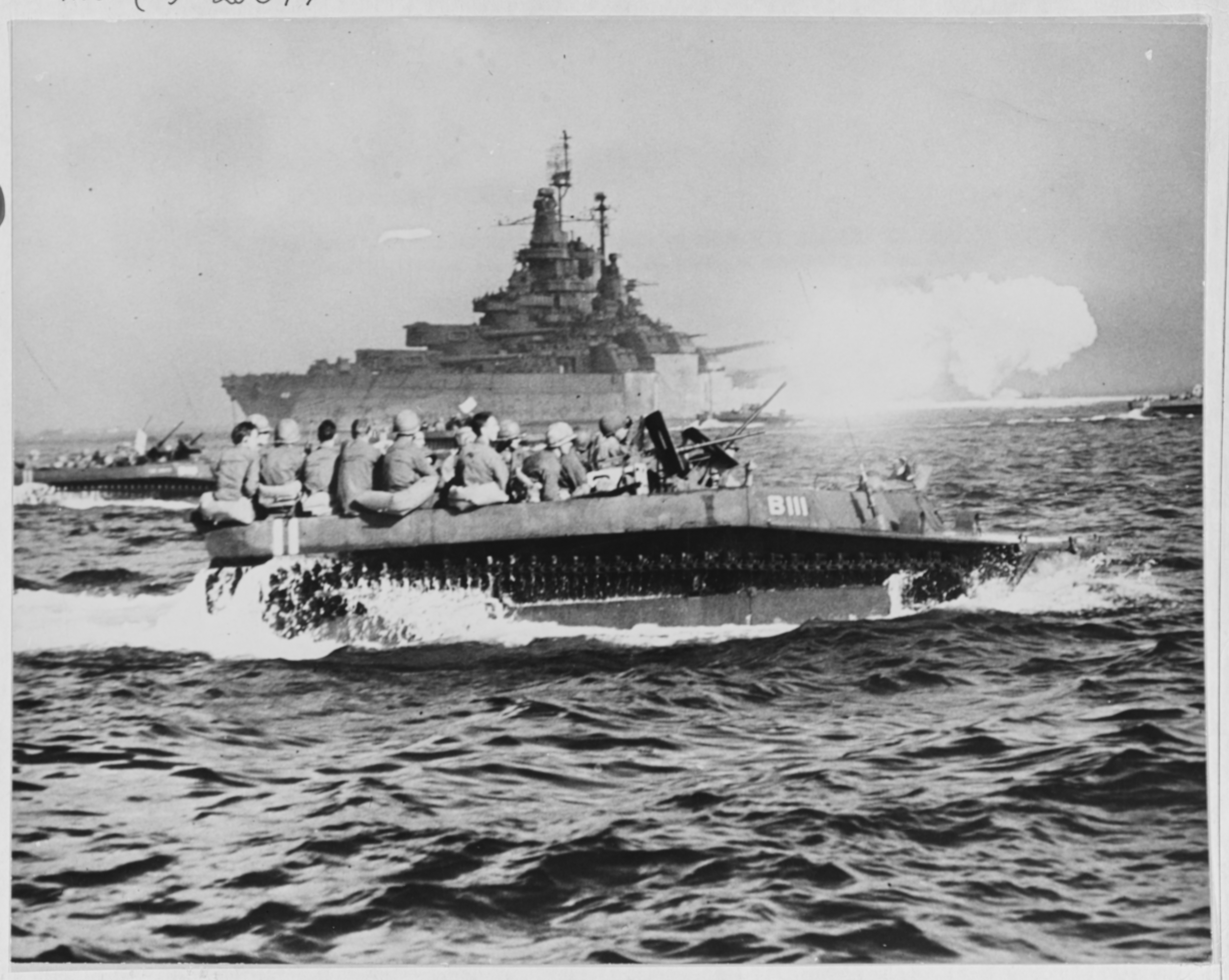
Le Tennessee tirant durant la bataille d'Okinawa le 1er avril 1945 derriére des LVT transportant des troupes devant débarqué sur l'ile.

Regroupant treize d'entre eux le 1er mai 1945, dont entre autres les cuirassés survivants de l'attaque de Pearl Harbor le 7 décembre 1941, elle est chargée principalement de l'appui-feu durant les débarquements alliés.
Les dix cuirassés rapides les plus récents (BB-55 a BB-64) étant regroupés a cette date dans le Battleship Squadron 2. Ces deux unités administratives remplacent la Battle Force, United States Fleet (United States Battle Fleet de la Flotte des États-Unis) dans l'organigramme de l'US Navy en vigueur en 1941.
Son commandant à partir de décembre 1944 est le vice-amiral Jesse B. Oldendorf. Elle dépend administrativement de la Première flotte de la flotte du Pacifique des États-Unis et composé de quatre BatDiv (en) divisés en forces opérationnelles lors des opérations de combat.
Ainsi, durant la bataille d'Okinawa, les dix cuirassés de cette escadre engagés sont regroupés dans le Gunfire and Covering Force (Task Force 54) sous le commandement opérationnel de Morton Deyo avec onze croiseurs et trente destroyers.

## Composition le 1ermai 1945

### Battleship Division Two (ComBatDiv 2)
Commandant : vice-amiral Jesse B. Oldendorf
- USS Nevada (BB-36)
- USS Pennsylvania (BB-38)
- USS Tennessee (BB-43) - Navire amiral - (ComBatRon 1)
- USS California (BB-44)
- VO-2 (Obsron 2, escadron d'observateurs d'artillerie)

### Battleship Division Three (ComBatDiv 3)

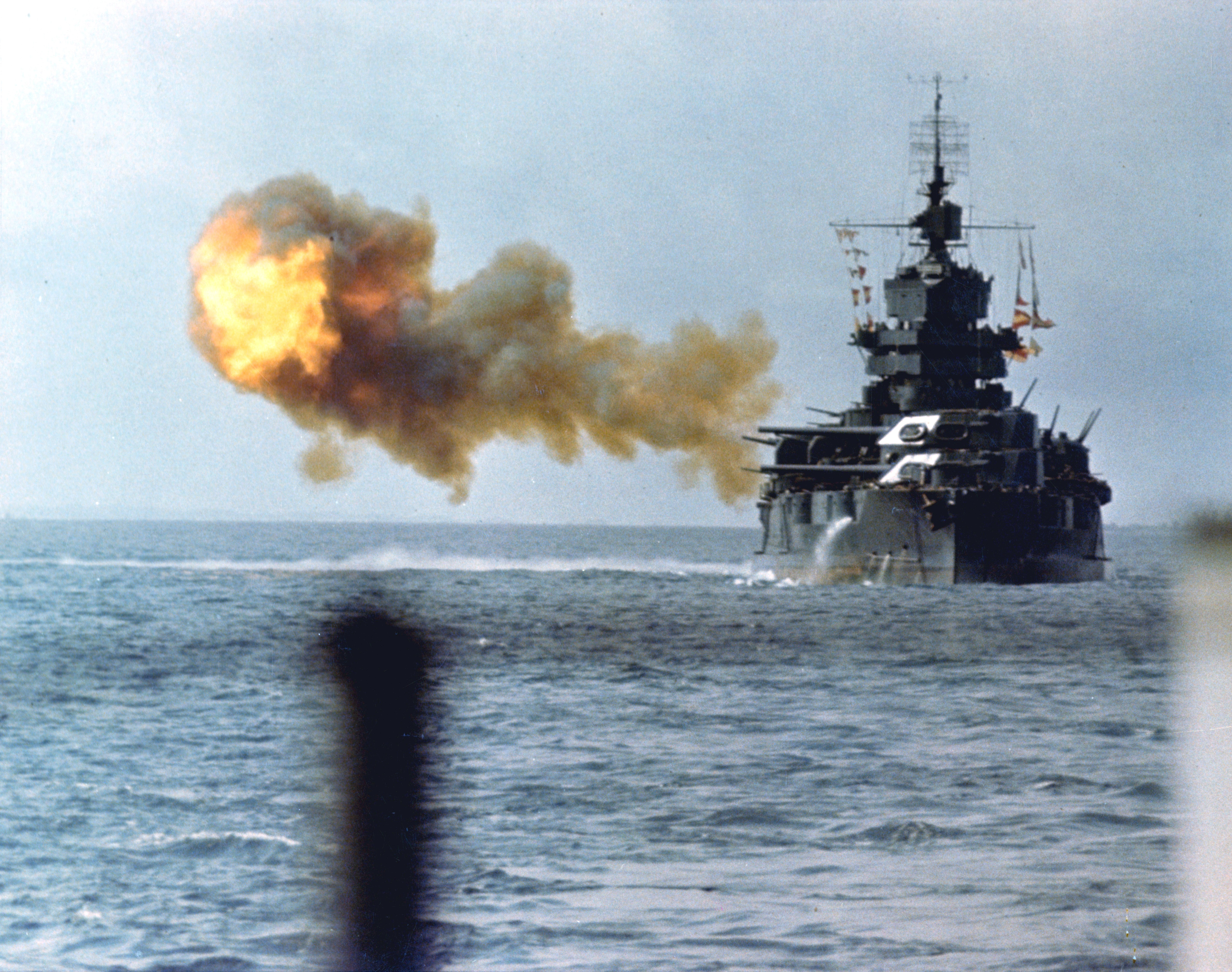
Le New Mexico bombardant Okinawa.

Commandant : Rear admiral Lynde D. McCormick (a partir de mars 1945)
- USS New Mexico (BB-40)
- USS Mississippi (BB-41)
- USS Idaho (BB-42)
- VO-3 (Obsron 3)

### Battleship Division Four (ComBatDiv 4)
Commandant : Rear admiral Ingram C. Sowell (en) (relève Theodore D. Ruddock en poste depuis juin 1944 le 1er janvier 1945, prend le commandement de la  Battleship Division Eight en juin 1945) 
- USS Colorado (BB-45)
- USS Maryland (BB-46)
- USS West Virginia (BB-48)
- VO-4 (Obsron 4)

### Battleship Division Five (ComBatDiv 5)

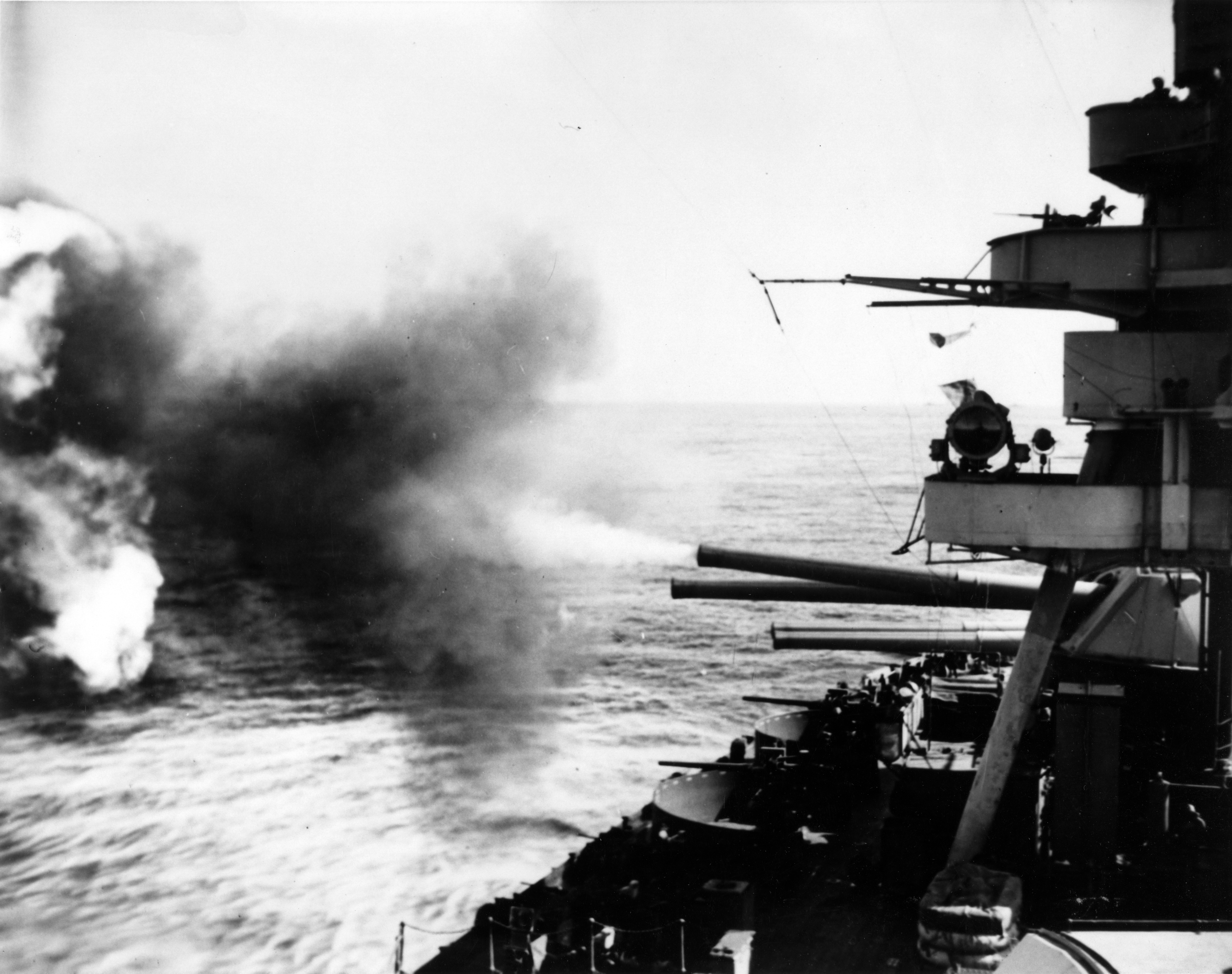
Le New York faisant feu sur Iwo Jima avec ses canons de 356 mm, le 16 février 1945.

Commandant : Rear admiral Peter Kalsch Fischier (de janvier à juin 1945)
- USS Arkansas (BB-33)
- USS New York (BB-34)
- USS Texas (BB-35)
- VO (Obsron 5)